# Sibylle Rauch
Pour les articles homonymes, voir Rauch.
Sibylle Rauch, nom de scène d'Erika Roswitha Rauch (née le 14 juin 1960 à Munich) est une actrice allemande.

## Biographie
Issue d'une famille difficile, Sibylle Rauch se fait connaître en étant la playmate du mois de juin 1979 dans l'édition allemande de Playboy ; ses honoraires pour la séance sont de 5 000 DM. De 1980 à 2000, elle joue dans plus de 20 films. Sa carrière commence avec des films érotiques soft tels que Laß laufen, Kumpel, le sixième et dernier film de la série Laß jucken, Kumpel. Elle atteint le sommet de sa renommée grâce à des apparitions dans quatre épisodes de la série de films Eis am Stiel  avec Zachi Noy ; pour le premier, Le Tombeur, le Frimeur et l'Emmerdeuse en 1981, elle est payée 7 000 DM. Dans les années 1980, Rauch est considéré comme un sex-symbol allemand, apparaît sur la couverture du magazine érotique britannique Mayfair en 1983 et fait partie des célébrités de Munich. En 1982, Rauch se lance dans la chanson avec So Long, Goodbye.
En 1987, elle arrive dans le cinéma porno après une offre de Teresa Orlowski ; elle tournera dans plus de 20 films. Dans Sisters in Love, on la voit avec sa sœur Sylvie Rauch (née le 20 mai 1962 à Munich). Son salaire journalier est de 3 500 DM. Au début des années 1990, elle devient le visage publicitaire de l'édition allemande de Hustler.
Afin de ne pas être délaissée au profit de collègues plus jeunes, elle se fait agrandir la poitrine à plusieurs reprises au cours de sa carrière et tourne des scènes de plus en plus extrêmes. À la fin des années 1990, la carrière de Rauch prend fin en raison de sa dépendance à la cocaïne et d'une tentative de suicide en septembre 1997.
Début 2006, Sibylle Rauch commence à travailler pour un bordel à Klagenfurt, en Autriche, qu'elle quitte peu après le Nouvel An 2007 en raison d'une allégation de viol qu'elle avait exprimée contre un client. En plus d'apparaître dans des salons érotiques, Rauch est callgirl à Vienne. En 2018, elle apparaît à nouveau en public en tant qu'invitée au Bal de l'opéra de Vienne. Dans le documentaire Eskimo Limon: Eis am Stiel – Von Siegern und Verlierern en 2018, on peut voir qu'elle travaille toujours dans un bordel autrichien en 2018.
En janvier 2019, Sibylle Rauch est candidate pour la treizième saison de Ich bin ein Star – Holt mich hier raus! et prend la 11e place. En mars 2019, Rauch déclare qu'elle doit retourner à la prostitution faute d'argent.
En 2001, le téléfilm Das sündige Mädchen est inspiré de l'histoire de la vie de Sibylle Rauch. Son rôle est incarné par Anna Loos.

## Filmographie

### Conventionnelle
- 1980 : Der Kurpfuscher und seine fixen Töchter (de)
- 1980 : Trois Tyroliens à Saint-Tropez
- 1981 : Le Tombeur, le Frimeur et l'Emmerdeuse (de)
- 1981 : Wie die Weltmeister
- 1981 : Laß laufen, Kumpel (de)
- 1983 : Die unglaublichen Abenteuer des Guru Jakob (de)
- 1983 : Flotte Biester auf der Schulbank
- 1983 : Sababa
- 1983 : Plem, Plem – Die Schule brennt (de)
- 1983 : Bolero
- 1984 : Ein Mann wie EVA
- 1984 : Die Story (de)
- 1985 : Loft – Die neue Saat der Gewalt (de)
- 1985 : Alpha City – Abgerechnet wird nachts (de)
- 1985 : Die Küken kommen
- 1985 : Das Wunder
- 1986 : Wie treu ist Nik?
- 1987 : Ahava Tzeira (de)
- 1988 : Summertime Blues: Lemon Popsicle VIII
- 1991 : Schloß Pompon Rouge (série télévisée, deux épisodes)
- 1999 : Crossclub – The Legend of the Living Dead (de) (film sorti directement en vidéo)
- 2000 : Hänsel und Gretel
- 2002 : Project Genesis (de)
- 2006 : Der Prinz aus Wanne-Eickel

### Pornographique
- 1987 : Born for Love
- 1989 : Dirty Woman: Part 1 – Seasons of the Bitch
- 1989 : Dirty Woman: Part 2 – We Love You to Death
- 1991 : Private Moments 2: The Story Continues
- 1991 : Im Bett mit Sibylle
- 1992 : Sybille Rauch: Verfickt Und Zugespritzt
- 1992 : Im Bett mit Sibylle 2
- 1992 : Dirty Woman: Part 3
- 1992 : Dirty Woman: Part 4
- 1993 : Im Bett des Milliardärs
- 1995 : Sweet Dirty Bussiness
- 1995 : Searching for Pleasure!
- 1995 : Dirty Family, Part 1
- 1996 : Sex, der Stoff, aus dem Intrigen sind
- 1996 : She - With a Taste of Love
- 1996 : Double Trouble
- 1998 : Wild Reptil's
- 1998 : The Analyzer
- 1998 : Skandal im Mädcheninternat!
- 1998 : Art of Love (sortie en France sous le titre de "2 sœurs à enculer")
- 2000 : Kühles Leder, starke Ketten, dominante Huren
- 2000 : Die Rauch, die spinnt wohl!
- 2001 : Die Liga der sexbesessenen Hardcore-Stars
- 2007 : Sybille Rauch Teil 3
- 2009 : Die Liga der außergewöhnlichen feuchten Hardcore-Stars
- 2011 : Sibylle Rauch: Der Kino-Star wird Porno-Queen
- 2012 : Befreiung von Sina

## Source de traduction
- (de) Cet article est partiellement ou en totalité issu de l’article de Wikipédia en allemand intitulé « Sibylle Rauch » (voir la liste des auteurs).